# Liste des races bovines en danger en Allemagne, en Autriche et en Suisse
Cette liste des races bovines en danger recense les races bovines en danger d'extinction dans trois paysː l'Allemagne, l'Autriche et la Suisse qui sont suivies par divers organismes de préservation, dont l'Arche Austria, Pro Specie Rara, la Vielfältige Initiative zur Erhaltung alter und gefährdeter Haustierrassen ou bien encore la Gesellschaft zur Erhaltung alter und gefährdeter Haustierrassen, etc. Le nombre des taureaux reproducteurs et des vaches inscrits au livre généalogique est indiqué.

## Races bovines
| Race | Illustration | Danger en Allemagne, Autriche et Suisse                                                                   | Effectif inscrit en Allemagne et en Autriche                                                                                                  |
| --- | ------------ | --- | --- |
| Angeln (Rotvieh alter Angler Zuchtrichtung)                                                                |              | Allemagne Modèle:Wertung ERH (lt. TGRDEU, 2013) GEH: danger extrême                                       | Allemagne: 10 taureaux / 125 vaches (2013) Allemagne: 30 taureaux / 325 vaches (2014)                                                         |
| Ansbach Triesdorfer (Triesdorfer Tiger)                                                                    |              | Allemagne Modèle:Wertung PERH (lt. TGRDEU, 2013) GEH: en danger extrême                                   | Allemagne: 7 taureaux / 77 vaches (2013) |
| Pie noire allemande (Deutsche Schwarzbunte alter Zuchtrichtung, ou Deutsches Schwarzbuntes Niederungsrind) |              | Allemagne Modèle:Wertung ERH (lt. TGRDEU, 2013) GEH: en danger                                            | Allemagne: 8 taureaux / 2 722 vaches (2013)                                                                                                   |
| Shorthorn allemande                                                                                        |              | Allemagne Modèle:Wertung ERH (lt. TGRDEU, 2013) GEH: en danger extrême                                    | Allemagne: 20 taureaux / 185 vaches (2013) |
| Doppelnutzung Rotbunt                                                                                      |              | Allemagne Modèle:Wertung ERH (lt. TGRDEU, 2013) GEH: en observation                                       | Allemagne: 14 taureaux / 4 744 vaches (2013)                                                                                                  |
| Ennstaler bergschecken                                                                                     |              | Autriche ÖNGENE: danger élevé                                                                             | Autriche: 236 animaux (herd-book 2010) |
| Gelbvieh                                                                                                   |              | Allemagne Modèle:Wertung ERH (lt. TGRDEU, 2013) GEH: en observation                                       | Allemagne: 4 taureaux / 2 374 vaches (2013)                                                                                                   |
| Glan |              | Allemagne Modèle:Wertung BEO (lt. TGRDEU, 2013) GEH: en danger extrême                                    | Allemagne: 106 taureaux / 826 vaches (2013)                                                                                                   |
| Hinterwälder                                                                                               |              | Allemagne Modèle:Wertung BEO (lt. TGRDEU, 2013) GEH: en danger                                            | Allemagne: 98 taureaux / 521 vaches (2013) Allemagne: 2.221 animaux (2012)                                                                    |
| Blonde de Carinthie (Kärntner Blondvieh)                                                                   |              | Autriche ÖNGENE: danger élevé                                                                             | Autriche: 1 627 animaux (herd-book 2010) |
| Limpurger                                                                                                  |              | Allemagne Modèle:Wertung ERH (lt. TGRDEU, 2013) GEH: en danger extrême                                    | Allemagne: 26 taureaux / 135 vaches (2013) |
| Murbodner                                                                                                  |              | Autriche ÖNGENE: en danger élevé                                                                          | Autriche: 5 214 animaux (herd-book 2010) |
| Murnau-Werdenfelser                                                                                        |              | Allemagne Modèle:Wertung ERH (lt. TGRDEU, 2013) GEH: en danger extrême                                    | Allemagne: 24 taureaux / 216 vaches (2013) Allemagne: 4 taureaux / 27 vaches (bouchères, 2013)                                                |
| Original Braunvieh                                                                                         |              | Allemagne Modèle:Wertung ERH (lt. TGRDEU, 2013) GEH: fortement en danger Autriche ÖNGENE: en danger élevé | Allemagne: 23 taureaux / 569 vaches (2013) Autriche: 1 601 animaux (herd-book 2010)                                                           |
| Pinzgauer                                                                                                  |              | Allemagne Modèle:Wertung ERH (lt. TGRDEU, 2013) GEH: en danger Autriche ÖNGENE: en danger                 | Allemagne: 15 taureaux / 729 vaches (2013) Allemagne: 36 taureaux / 594 vaches (bouchères, 2013) Autriche: environ 5 100 animaux (Stand 2010) |
| Pustertaler Sprinzen                                                                                       |              | Allemagne GEH: en danger extrême Autriche ÖNGENE: en danger élevé                                         | Allemagne: 69 animaux (Stand 2013) Autriche: 584 animaux (herd-book 2010)                                                                     |
| Grise rhétique (Rätisches Grauvieh)                                                                        |              | Suisse | Pas de données |
| Vogelsberger ou Rotes Höhenvieh                                                                            |              | Allemagne Modèle:Wertung BEO (lt. TGRDEU, 2013) GEH: en danger                                            | Allemagne: 137 taureaux / 1 527 vaches (2013)                                                                                                 |
| Grise du Tyrol (Tiroler Grauvieh)                                                                          |              | Autriche ÖNGENE: en danger                                                                                | Autriche: environ 4 000 animaux (Stand 2010)                                                                                                  |
| Tux-Zillertaler                                                                                            |              | Autriche ÖNGENE: danger élevé                                                                             | Autriche: 1 965 animaux (herd-book 2010) |
| Uckermärker                                                                                                |              | Allemagne Modèle:Wertung NG (lt. TGRDEU, 2013)                                                            | Allemagne: 111 taureaux / 3 896 vaches (2013)                                                                                                 |
| Vorderwälder                                                                                               |              | Allemagne Modèle:Wertung BEO (lt. TGRDEU, 2013) GEH: en observation                                       | Allemagne: 238 taureaux / 6 439 vaches (2013)                                                                                                 |
| Waldviertler Blondvieh (Blonde de Waldviertel)                                                             |              | Autriche ÖNGENE: danger élevé                                                                             | Autriche: 1 736 animaux (herd-book 2010) |
| Wittgensteiner Blazed                                                                                      |              | Allemagne                                                                                                 | |